# 허메이잉
허메이잉(중국어 간체자: 贺美英, 정체자: 賀美英, 병음: Hè Měiyīng, 한자음: 하미영, 1937년 12월~)은 중화인민공화국의 교육자, 정치인이다. 

## 경력
허메이잉은 쓰촨성 청두시 진탕현 출신이며 중국의 신칸트파, 신헤겔파 유교 철학자인 허린의 딸이기도 하다. 1956년에 칭화 대학 공학원 전기공학과에 입학하였다. 1963년에 대학을 졸업하고 같은 학교 공청단에서 근무하였으며 강사, 교수로 재직하였다.
1978년부터 칭화 대학 공학원 자동화학과 교수를 지냈으며 1986년부터 칭화 대학 당위 부서기, 1988년부터 칭화 대학 부총장을 역임했다. 1995년부터 2002년까지 칭화 대학 당서기를 지냈고 1997년부터 2002년까지 중국공산당 제15차 전국대표대회를 통해 임명된 중국공산당 중앙기율검사위원회 위원을 역임했다.